# Сюрмене

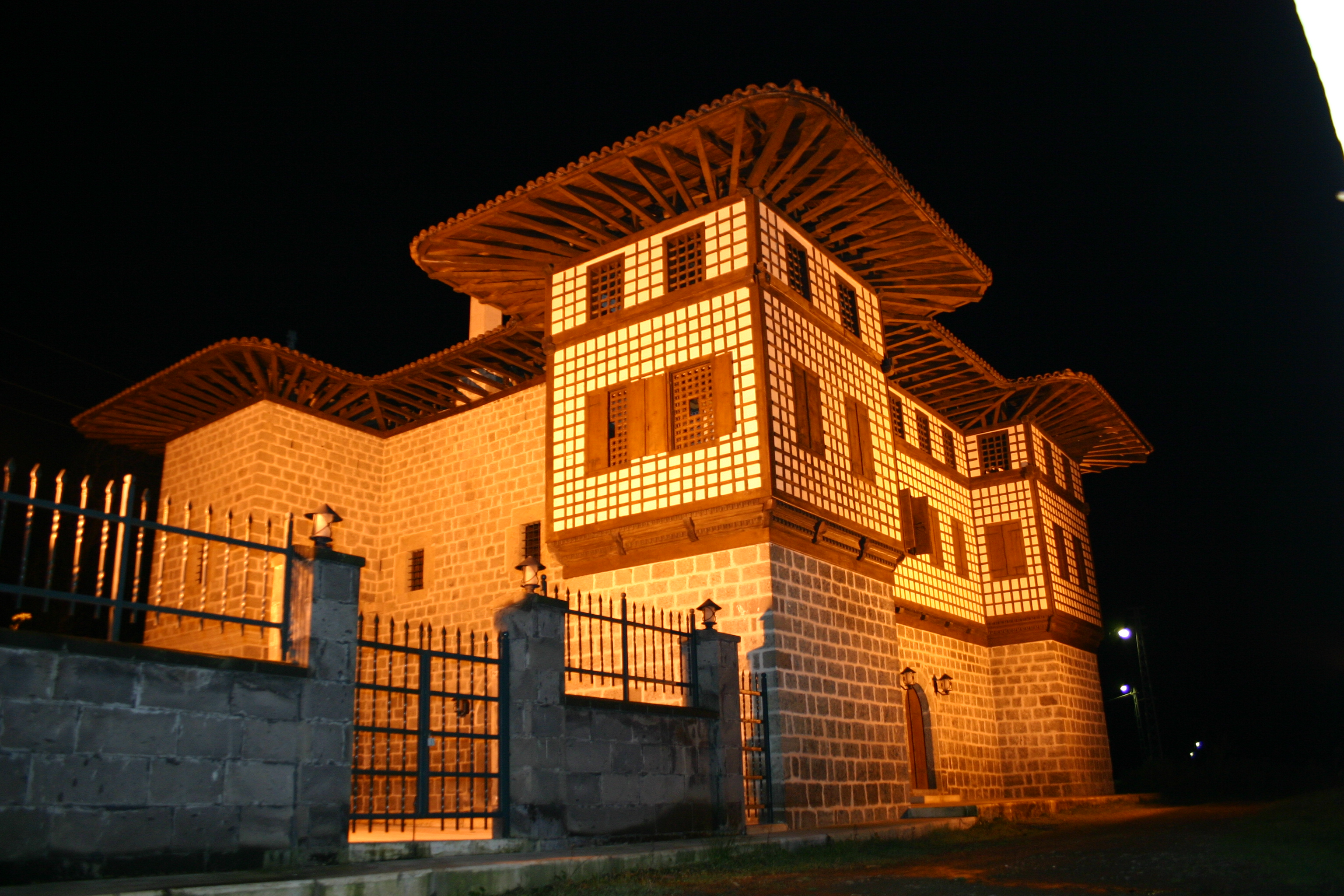
Memiş Ağa Mansion in Surmene.JPG

Сюрмене (тур. Sürmene) — город в провинции Трабзон Турции. Его население составляет 13,651 человек (2009). Высота над уровнем моря 40 м.
В 1912 г. здесь проживали: мусульмане 44 312 чел., греки 8804 чел.